# 奎師塔門西的眾世界
奎師塔門西的眾世界系列是黛安娜·韋恩·瓊斯（Diana Wynne Jones （页面存档备份，存于））創作的一套奇幻小說。
奎師塔門西的眾世界系列，一共有七本作品。
包括：
●1977年《魔法的條件》（Charmed Life （页面存档备份，存于））
●1980年《天使的魔咒》（The Magicians of Caprona （页面存档备份，存于））
●1982年《巫術滿天飛》（Witch Week （页面存档备份，存于））
●1988年《九命幻術師》（The Lives of Christopher Chant （页面存档备份，存于））
●2000年《魔法萬花筒》（Mixed Magics （页面存档备份，存于））
為集結眾熟悉與新角色四篇短篇集。
內容如下
○魔術師威林．瓦拉克，為第一篇
○靈魂偷竊者（Stealer of Souls）又名剽竊靈魂的怪人，為第二篇。
○卡蘿的第一百個夢，為第三篇。
○希亞洛的哲人，為第四篇。
●2005年《康拉德命運》（Conrad's Fate （页面存档备份，存于））
此次本書主角“康拉德”，為一個十二歲的男孩，被派去在當地的施韋恩城堡工作，其魔法任務是殺死一個既沒有名字也沒有辦法描述的人。
而十五歲的克里斯托弗《九命幻術師》主角，也同時申請個人任務。他們都被施韋恩城堡聘用。
於是，他們發現了豪宅城堡中，破壞各世界平衡的不法交易。最後，康德拉順利修復了他原本會死亡的命運、克里斯托弗完成了任務，也找回原失去記憶的米莉。
●2006年《平霍的蛋》（The Pinhoe Egg （页面存档备份，存于））
故事架構有第一部《魔法的條件》裡的角色們，在新事件（喬．平霍成為鄰居）、新角色（平霍家族們）的出現下，發生的新故事內容。
與第一部不同的是，您會發現角色們與第一部的成長與差異（城堡內的孩子們都長大了）。

備註：
前五本臺灣尖端出版社曾出版過，現已全數絕版。

## 書中出現的人物
1. 序列項目

```
      《巫術滿天飛》              《魔法的條件》                《天使的魔咒》                       《九命幻術師》
       *查爾斯·摩根                *奎師塔門西                   *安琪莉卡.佩索奇                     *達洛依
       *娜恩·皮爾格林              *米麗                         *托尼諾.蒙塔納                       *克里斯多夫.錢德
       *伊絲特·格林                *桑德斯先生                   *奎師塔門西                          *女神
       *唐恩·史密斯                *茱麗亞                                                            *寇斯莫.錢德
       *特瑞莎·慕雷特              *羅傑                                                              *米蘭達.錢德 
       *賽門·史文森                *尤菲米亞和威爾                                                    *加伯爾
       *布莱恩·溫渥斯              *關朵蓮.錢德                                                       *佛萊恩
       *尼路潘·西恩                *艾瑞克.錢德(阿貓)                                                 *包森博士
       *荷姬女士                   *珍娜                                                              *艾菲西亞
       *溫渥斯先生                 *莎波夫人                                                          *雷爾夫舅舅
       *奎師塔門西                 *享利.納司川
       *卡瓦列德女士               *威廉.納司川
       *克羅斯里先生
```

## 內容
《奎師塔門西》是一個強大的魔法師和英國政府官員，在與我們平行的世界中的統稱，他們監督使用魔法維持各世界的正常性，這是一個需要強大的魔法師並負責監督的辦公室。
各世界會因發生事件時，選擇的不同道路，而分裂成多個世界。 （例如：英、法戰爭，英國勝利為A世界、法國勝利為B世界，之後A世界又會因不同事件之選擇分裂，成為其他幾個a、b、c等平行世界，而發展出各不同特色之世界。）
為了保持各世界之特色與平衡性，可穿梭於各世界的九命魔法師《奎師塔門西》（總體來說分為九大世界，只有《奎師塔門西》可穿梭其中），成為負責維護各世界平衡的代表魔法師（主要是捉拿用不法手段，偷渡其他世界之物，造成其他世界混亂的犯人）。
因其天賦魔力的強大（但一定會有某一弱點，如：銀製品、限左手施法等），所以此職務必需是有相同能力者，由前代《奎師塔門西》師徒制傳承下去（但有可能會花好幾年才找到下一代）。
而各世界只要唸出一個咒語，就會有一位帥氣的紳士馬上出現，詢問您需要什麼協助？ 那咒語就是《奎！師！塔！門！西！》。     
有趣的是，《Chrestomanci》          
此咒語在各世界是個難以正確發音的名字。

系列書籍第三部《巫師滿天飛》之內容簡介：
奎師塔門西的眾世界有著無限的可能性。在這裡，法律明文禁止任何的巫術，魔法卻還是像痲疹一樣出個不停――直到這個地方遍地是巫術！
克羅斯里老師正在批閱作業本，突然間，在兩個本子中間冒出了一張普通藍色原子筆寫成的紙條，他頓時不知所措。紙條上面寫著：「這個班上有人是巫師。」
每個孩子都有可能寫這張紙條，最可怕的是，很可能真有其事，因為拉屋之家正是一所收容女巫孤兒的寄宿學校啊！最后，大家也沒有辦法了，只好召喚奎師塔門西。
奎師塔門西發現查爾斯·摩根的世界卻與他们原本的世界分裂了……